# Routevník koriandrolistý
Routevník koriandrolistý (Callianthemum coriandrifolium) je druh rostliny z čeledi pryskyřníkovité (Ranunculaceae).

## Popis
Jedná se o vytrvalou rostlinu dorůstající nejčastěji výšky 10–20 cm s tenkým oddenkem. Lodyha je přímá, zpravidla nevětvená nebo chudě větvená, lysá. Přízemní listy jsou dlouze řapíkaté, řapík je dole rozšířen v pochvu, jsou složené, 1–3x lichozpeřené, lístky vpředu hluboce vroubkované. Lodyžní listy jsou téměř přisedlé až přisedlé, jinak podobné přízemním listům. Květy jsou jednotlivé nebo nejvýše 3 na jedné rostlině, bílé barvy, mají asi 1,5–3 cm v průměru. Kališních lístků je 5, jsou zelenavé. Korunních lístků je většinou 6–13, bílé, řidčeji až narůžovělé, jsou asi 1,5 x delší než kališní lístky, široce vejčité a na bázi mají žluto oranžové nektárium. Kvete v květnu až v červenci. Tyčinek je mnoho. Gyneceum je apokarpní, pestíků je nejčastěji mnoho. Plodem je nažka, na povrchu svraskalá s asi 3 mm dlouhým zobánkem. Nažky jsou uspořádány do souplodí. Počet chromozomů je 2n=16.

## Rozšíření
Routevník koriandrolistý je evropský druh roste v horách jižní až střední Evropy od hor SZ Španělska, přes Alpy po Karpaty. V České republice neroste. Nejblíže roste v rakouských Alpách a také na Slovensku ve Vysokých Tatrách a Belianských Tatrách, málo i v Nízkých Tatrách.
Spíše ho najdeme na neutrálním až kyselém substrátu v subalpínském až alpínském stupni.